# یوشیئو شیگا
یوشیئو شیگا (به ژاپنی: 志賀 義雄, Shiga Yoshio); ۱۲ ژانویهٔ ۱۹۰۱ – ۶ مارس ۱۹۸۹) سیاستمدار عضو حزب کمونیست ژاپن اهل ژاپن بود.